# Dafydd ap Gwilym

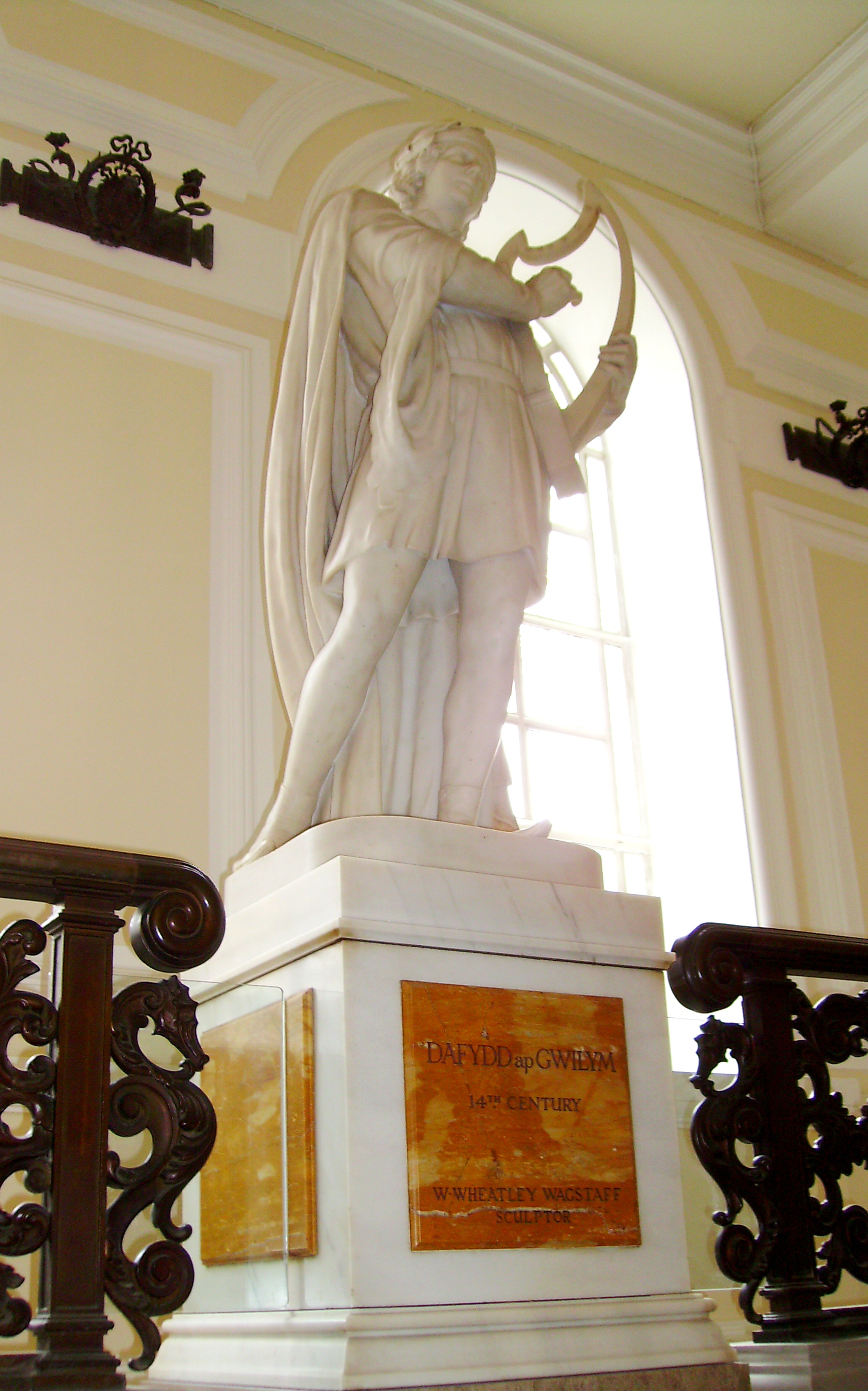
Skulptur av Dafydd ap Gwilym av William Wheatley Wagstaff i Cardiff City Hall.

Dafydd ap Gwilym (fil), född omkring 1315–1320 i Penrhyn-coch i Ceredigion, död omkring 1350–1370, var en medeltida kymrisk poet, av många sedd som den främste kymriske diktaren.

## Uppväxt
Mycket är oklart angående Dafydds uppväxt och man vet inte exakt när eller var han föddes, men det är allmänt accepterat att han föddes i Penrhyn-coch, strax utanför Aberystwyth. Det finns bevis, bland annat i Dafydds egna texter, som tyder på att han föddes omkring år 1320. När han var ung flyttade familjen till Llanbadarn Fawr och han tros också ha tillbringat tid med sina släktingar i Newcastle Emlyn. Hans föräldrar var båda av adlig börd, och han var rik nog till att kunna resa runt Wales och till normandiska städer och framträda med sina dikter och sitt harpspel, ett sätt att framträda inspirerat av trubadurerna i Frankrike.

## Poesi
Dafydd ap Gwilym inspirerades av både den normandiska poesin med dess kringvandrande traditioner och den bardiska poesin Hans dikter handlade ofta om naturen och hövisk kärlek, två teman som han också ofta blandade. Hans dikter är mycket personliga, och han skildrar sina resor och sina misslyckade kärlekserfarenheter. Han är känd för sina cywyddau, dikter med rimmade verspar, där varje strof består av sju stavelser. Ibland skrev han också panegyriska elegier och lovdikter där han använde versmått som awdl och englyn.
Han visade på ett stort ordförråd som visar på kunskap inom både den kymriska poesin och av ord av franskt ursprung, och han introducerade fabliauer i kymrisk poesi, delvis inspirerat av den samtida diktaren Geoffrey Chaucer. Han dikter, som till exempel Merched Llanbadarn (”Llanbadarns flickor”), visar på ett nytt sätt att dikta, med en livlig, lättsam och vardaglig dialog i jämförelse med den annars formella poesin vid den tiden.
Dafydd ap Gwilyms innovativa användande av versmått och nya ämnen och innehåll gav en ny dimension till poesin i Wales. Hans blandning av bardiska traditioner och moderna influenser satte den kymriska diktningen på kartan inom europeisk litteratur och han blev erkänd som diktare, såväl i Wales som i övriga Europa.

## Död
Dafydd ap Gwilyms dödsår är osäkert, men han begravdes troligen vid klostret Strata Florida Abbey nära Pontrhydfendigaid i Ceredigion.